# Carios ceylonensis
Carios ceylonensis är en fästingart som beskrevs av Harry Hoogstraal och Kaiser 1968. Carios ceylonensis ingår i släktet Carios och familjen mjuka fästingar. Inga underarter finns listade.